# Hyalurga subafflicta
Hyalurga subafflicta là một loài bướm đêm thuộc phân họ Arctiinae, họ Erebidae.